# Tomorrow's World Tour (Live at the Roundhouse)
Tomorrow's World Tour es un CD que contiene la quinta grabación en vivo de Erasure, para Cd, registrada el 25 de octubre de 2011 en el teatro Roundhouse, Londres, Inglaterra, en el marco de la gira Tomorrow's World Tour.

## CD 1
| Tomorrow's World Tour |                                                                   |          |  |
| N.º                   | Título                                                            | Duración |  |
| 1.                    | «Sono Luminus» (de Erasure, 1995)                                 | 5:59     |  |
| 2.                    | «Always» (de I Say I Say I Say, 1994)                             | 3:55     |  |
| 3.                    | «When I Start to (Break It All Down)» (de Tomorrow's World, 2011) | 3:56     |  |
| 4.                    | «Blue Savannah» (de Wild!, 1989)                                  | 4:44     |  |
| 5.                    | «Fill Us with Fire» (de Tomorrow's World, 2011)                   | 3:51     |  |
| 6.                    | «Breath of Life» (de Chorus, 1991)                                | 4:27     |  |
| 7.                    | «Drama!» (de Wild!, 1989)                                         | 4:47     |  |
| 8.                    | «Be with You» (de Tomorrow's World, 2011)                         | 3:42     |  |
| 9.                    | «Ship of Fools» (de The Innocents, 1988)                          | 4:00     |  |
| 10.                   | «Chorus» (de Chorus, 1991)                                        | 5:43     |  |
| 11.                   | «Breathe» (de Nightbird, 2005)                                    | 3:30     |  |

## CD 2
| Tomorrow's World Tour |                                                           |          |  |
| N.º                   | Título                                                    | Duración |  |
| 1.                    | «Victim of Love» (de The Circus, 1987)                    | 4:25     |  |
| 2.                    | «Alien (acoustic)» (de Loveboat, 2000)                    | 4:14     |  |
| 3.                    | «Love to Hate You» (de Chorus, 1991)                      | 4:29     |  |
| 4.                    | «I Lose Myself» (de Tomorrow's World, 2011)               | 3:25     |  |
| 5.                    | «A Whole Lotta Love Run Riot» (de Tomorrow's World, 2011) | 3:42     |  |
| 6.                    | «Chains of Love» (de The Innocents, 1988)                 | 3:48     |  |
| 7.                    | «Sometimes» (de The Circus, 1987)                         | 3:44     |  |
| 8.                    | «A Little Respect» (de The Innocents, 1988)               | 4:27     |  |
| 9.                    | «Oh L'Amour» (de Wonderland, 1986)                        | 3:57     |  |
| 10.                   | «Stop!» (de Crackers International, 1988)                 | 3:37     |  |

### Créditos
Todos los temas por (Clarke/Bell).

Erasure:
- Voces: Andy Bell
- Música: Vince Clarke

con:
- Coros: Valerie Chalmers y Emma Whittle
- Jefe de gira: Andy Whittle[2]